# Macrobiotus
Macrobiotus é um gênero de tardígrado que consiste em cerca de 100 espécies.
Espécies incluem:
Macrobiotus shonaicus Stec et al., 2018.